# 2754 Efimov
2754 Efimov је астероид главног астероидног појаса чија средња удаљеност од Сунца износи 2,228 астрономских јединица (АЈ).
Апсолутна магнитуда астероида је 13,5.